# 雷娜特·林戈尔
雷娜特·林戈尔（德語：Renate Lingor，1975年10月11日—），德国女子足球运动员。她曾代表德国参加1996年、2000年、2004年和2008年夏季奥林匹克运动会足球比赛，获得三枚铜牌。